# Wenzel Fuchs
Wenzel Fuchs (* 19. März 1963 in Innsbruck) ist ein österreichischer Konzert-Klarinettist. Er gibt zudem selbst Meisterkurse und ist Soloklarinettist der Berliner Philharmoniker.

## Leben
Wenzel Fuchs spielte schon in jungen Jahren Klarinette in der heimischen Bundesmusikkapelle Brixen im Thale und in lokalen Blaskapellen. Nach einer Ausbildung am Konservatorium Innsbruck bei Walter Kefer studierte er an der Wiener Musikhochschule bei Peter Schmidl und sammelte während dieser Zeit als Substitut erste Orchestererfahrungen bei den Wiener Philharmonikern. Nach seinem Studium war er Solo-Klarinettist an der Volksoper Wien sowie im Sinfonieorchester des ORF.
Seit 1993 gehört er den Berliner Philharmonikern an. Er ist Dozent an der Orchester-Akademie der Berliner Philharmoniker und Gastprofessor der Sakuyō-Universität für Musik in Okayama/Japan. Neben Auftritten als Solist mit den Berliner Philharmonikern und als Gast in anderen international anerkannten Orchestern gehört er den Kammerformationen Berliner Philharmonische Bläsersolisten, Berliner Philharmonisches Bläserensemble, Philharmonisches Oktett sowie Ensemble Metropolis an.
Von Herbst 2008 bis Sommer 2012 war er Professor an der Hochschule für Musik „Hanns Eisler“ Berlin. Seit Oktober 2015 ist er Professor am Mozarteum Salzburg.

## Diskografie (Auswahl)
- 2001: Max Reger: Klarinettenquintett op. 146. Philharmonia Quartett Berlin. Naxos.
- 2002: Mozart/Brahms: Clarinet Quintet. The Sunrise Quartet. JP-Import
- 2010: Wolfgang Amadeus Mozart: Konzert für Klarinette und Orchester A-Dur KV 622. Orchester-Akademie der Berliner Philharmoniker. Sony Classical.
- 2012: Iwan Müller: Klarinettenquartette Nr. 1 und 2. Berolina Ensemble. Naxos.